# Affiliated Computer Services
Affiliated Computer Services (ACS) war ein US-amerikanisches Softwareunternehmen, das unter anderem im Bereich Outsourcing spezialisiert war.
Der Hauptsitz des Unternehmens befand sich in Dallas, Texas. ACS wurde 1988 von Darwin Deason gegründet und operierte, nach der Übernahme durch Xerox, in rund 160 Ländern weltweit. Das Unternehmen war im S&P 500 gelistet und beschäftigte im Jahre 2009 rund 78.000 Mitarbeiter. Es war für das Jahr 2009 als Nr. 1122 der Forbes Global 2000 und als Nr. 401 der Fortune 500 aufgeführt.
Nach der Ankündigung im September 2009 wurde das Unternehmen im Februar 2010 für 6,4 Milliarden US-Dollar von Xerox übernommen. Die Outsourcing-Komponente veräußerte Xerox weiter an die französische Atos SE, mit Wirkung zum 1. Juli 2015.
Am 3. Januar 2017 wurde ein Unternehmen namens Conduent aus Xerox ausgegliedert. Das Geschäftsfeld von Conduent wurde allgemein als im Wesentlichen identisch mit dem der ehemaligen Affiliated Computer Services (ACS) verstanden.
Im Februar 2020 scheiterten die ersten Versuche, das ehemalige Hauptquartier des Unternehmens in Dallas abzureißen; die Demontage des massiven Betongebäudes dauerte schließlich mehrere Tage.